# Sceloenopla carinata
Sceloenopla carinata es una especie de insecto coleóptero de la familia Chrysomelidae. Fue descrita científicamente en 1801 por Fabricius.